# Кунигунда од Луксембурга
Света Кунигунда од Луксембурга (око 975 - 3. март 1040) била је светоримска царица, односно супруга римско-немачког цара Хенрија ΙΙ Светог. Римокатоличка црква је слави као светицу, односно заштитницу Луксембурга; њен датум славе је 3. март.

## Биографија
Родила се као једно од једанаесторо деце Зигфрида Ι од Луксембурга и Хедвиге од Нордгаја. Према каснијим хагиографијама Кунигунда је од детињства желела постати монахиња; родитељи су је, међутим, дали као супругу Хенрију. Брак је, међутим, био "духовни", односно наводно није био телесно конзумиран; аргументе су хагиографи проналазили у томе да њих двоје нису имали деце. Након Хенријеве смрти је неко време служила као регентица до избора Конрада ΙΙ за краља. После тога се повукла у манастир Кауфунген где је остала до смрти. Покопана је у Бамбершкој катедрали. Свецем ју је прогласио папа Иноћентије ΙΙΙ 29. марта 1200. године.

## Породично стабло
|  |                             |  |  |  |  |  |  |  |  |  |  |  |  |  |  |  |
|  | 2. Зигфрид од Луксембурга   |  |  |  |  |  |  |  |  |  |  |  |  |  |  |  |
|  |                             |  |  |  |  |  |  |  |  |  |  |  |  |  |  |  |
|  |                             |  |  |  |  |  |  |  |  |  |  |  |  |  |  |  |
|  | 1. Кунигунда од Луксембурга |  |  |  |  |  |  |  |  |  |  |  |  |  |  |  |
|  |                             |  |  |  |  |  |  |  |  |  |  |  |  |  |  |  |
|  |                             |  |  |  |  |  |  |  |  |  |  |  |  |  |  |  |
|  | 3. Хедвига од Нордгаја      |  |  |  |  |  |  |  |  |  |  |  |  |  |  |  |
|  |                             |  |  |  |  |  |  |  |  |  |  |  |  |  |  |  |
|  |                             |  |  |  |  |  |  |  |  |  |  |  |  |  |  |  |